# Associació d'Usuaris de la Comunicació
L'Associació d'Usuaris de la Comunicació (AUC) és una organització de consumidors espanyola creada el 1983 per a defensar els interessos dels usuaris dels mitjans de comunicació. Fa estudis respecte la comunicació.